# مقصد گوبی
مقصد گوبی (انگلیسی: Destination Gobi) یک فیلم به کارگردانی رابرت وایز است که در سال ۱۹۵۳ منتشر شد.

## داستان
گروهی از هواشناسان نیروی دریایی آمریکا که در دریای گوبی در دوران جنگ جهانی دوم مشغول اندازه‌گیری وضعیت آب و هوا هستند، مورد حمله نیروی هوایی ژاپن قرار گرفته و برای کمک به یک قبیله مغول پناه می‌برند.

## بازیگران
- ریچارد ویدمارک
- دان تیلر
- مکس شووالتر
- ارل هالیمن
- مارتین میلنر
- رودولفو آکوستا
- راس باغداساریان جونیور
- راسل کالینز